# Diallil-diszulfid
A diallil-diszulfid (4,5-ditia-1,7-oktadién) a fokhagymából és néhány további, a hagyma nemzetségbe tartozó növényből nyerhető szerves kénvegyület. A diallil-triszulfiddal és diallil-tetraszulfiddal együtt a fokhagyma párlatolajának fő összetevője. Sárgás színű, erős fokhagymaillatú, vízben oldhatatlan folyadék. Az allicin bomlása során keletkezik a fokhagyma és más, a hagymaformák alcsaládjába tartozó növény összetörésekor. A diallil-diszulfid a fokhagyma számos jótékony hatásával rendelkezik, de allergén is: fokhagyma allergiát okoz. Nagy hígításban ételízesítésre használják.

## Felfedezése
1844-ben Theodor Wertheim vízgőz-desztillációval egy szúrós szagú anyagot különített el a fokhagymából, melynek az „allil-kén” nevet adta, azonban csak 1892-ben tudta azonosítani Friedrich Wilhelm Semmler a desztillált fokhagymaolajból a diallil-diszulfidot. A diallil-diszulfid természetes előanyagát, az allicint 1944-ben fedezte fel Chester J. Cavallito és John Hays Bailey. 1947-ben A. Stoll és E. Seebeck rájött, hogy az allicin az alliináz enzim segítségével előállítható alliinből – a cisztein egyik származékából.

## Előfordulása
A diallil-diszulfid és -triszulfid az allicin bomlásakor keletkezik. Az allicin a hagymafélék, főként a fokhagyma sejtjeinek szétzúzásakor válik szabaddá. A diallil-diszulfid kitermelése a fokhagyma fejének vízgőz-desztillációja esetén a legnagyobb, mintegy 2 tömeg%, diallil-diszulfidban gazdag olaj nyerhető így. Extrakcióval kinyerhető a fokhagyma leveléből is, de ennek olajtartalma jóval kisebb, 0,06 tömeg%.

## Kinyerése és előállítása
Ipari méretben a diallil-diszulfodot nátrium-diszulfid és allil-bromid vagy allil-klorid 40–60 °C-on, inert atmoszférában történő reakciójával állítják elő. A nátrium-diszulfid in situ keletkezik nátrium-szulfid és kén reakciójával. A reakció exoterm, elméleti 88%-os hatékonyságát a gyakorlatban is elérték.
Kisebb mennyiséget elő lehet állítani ugyanezen anyagokból kiindulva, levegőn, tetrabutilammónium-bromid katalizátor felhasználásával. A hozam ekkor 82%-nál kisebb. A legnagyobb nehézséget mind az ipari szintézis, mind a növényekből történő kivonás esetén a diallil-diszulfid magasabb szulfidoktól (triallil-triszulfid stb.) történő elválasztása okozza. Ezek fizikai tulajdonságai nagyon hasonlóak, ezért a kereskedelmi termékek jellemzően csak 80% diallil-diszulfidot tartalmaznak. Az allicin diallil-diszulfiddá és -triszulfiddá történő átalakulása 37 °C felett különösen nagy sebességgel megy végbe.

## Tulajdonságai

### Fizikai tulajdonságai
A diallil-diszulfid erős fokhagymaillatú, átlátszó, sárgás színű folyadék. Forráspontja (a jellemző 80%-os tisztaság esetén) 138–139 °C, lobbanáspontja 50 °C, sűrűsége körülbelül 1,0 g/ml, gőznyomása 20 °C-on 1 Hgmm. Apoláris, így vízben oldhatatlan, de oldódik zsírokban, olajokban, lipidekben és apoláris oldószerekben, például hexánban vagy toluolban.

### Kémiai reakciói
A diallil-diszulfid hidrogén-peroxiddal vagy perecetsavval könnyen allicinné oxidálható. Ugyanakkor az allicin hidrolízise során diallil-diszulfid és -triszulfid keletkezik. A diallil-diszulfid és elemi kén reakciójában diallil-poliszulfidok elegye keletkezik, melyekben akár 22 kénatom is egymáshoz kapcsolódhat. A diallil-diszulfid hevítés hatására összetett keverékké bomlik. A szén–kén kötés a diallil-diszulfidban 16 kcal mol−1-lal gyengéb, mint a kén–kén kötés (a kötési energia rendre 46 kcal mol−1, illetve 62 kcal mol−1), emiatt hevítéskor a diallil-diszulfidból allilditiogyök (AllSS•) keletkezik, amely a diallil-diszulfid kettős kötésére addíciónálódhat, majd a molekula fragmentációja és további reakciók révén számos kénorganikus vegyület keletkezik, melyek többsége nyomnyi mennyiségben megtalálható a desztillált fokhagymaolajban. Katalizátor jelenlétében a diallil-diszulfid alkil-halogenidekkel 1-alkiltio-3-alliltio-1-propén és 1,3-di(alkiltio)propén keletkezése közben reagálhat.

## Felhasználása
Vas-klorid vagy réz-klorid katalizátor jelenlétében vagy folyékony kénnel 120 °C-on a diallil-diszulfid magasabb diallil-poliszulfidok (poliszulfánok) előállítására használható. A mezőgazdaságban a diallil-diszulfid és annak diallil-poliszulfidjai mint környezetbarát, nematicid hatást mutató vegyületek használhatók. A diallil-diszulfid az allicin szintézisének kiindulási anyaga. Az élelmiszeriparban a diallil-diszulfidot a hús, zöldségek és gyümölcsök ízének fokozására használják.

## Biológiai jelentősége

### Szag és íz
A diallil-diszulfid kellemetlen szagát a transient receptor potential cation channel, member A1 (TRPA1) érzékeli. Ez az ioncsatorna régóta jelen van nemcsak az emberekben és állatokban, de még a gombákban is. A hagymafélék a diallil-diszulfid-TRPA1 védelmi mechanizmust valószínűleg a ragadozók ellen fejlesztették ki az evolúció kezdeti szakaszában.

### Mérgező hatás és méregtelenítés
A diallil-diszulfid a sejtek méregtelenítésének hatásos szere. Jelentős mértékben növeli a glutation S-transzferáz (GST) enzim termelését, mely a sejtekben levő elektrofil toxinokhoz kötődik. A fokhagyma ezért in vitro segíti a májsejtek méregtelenítési funkcióját, és – szintén in vitro – védi az idegsejteket az oxidatív stressztől. Méregtelenítő hatása megelőzheti a gyulladásos tüneteket. Ezt igazolta egy patkányokon végzett kísérlet, melynek során a diallil-diszulfid hosszabb ideig tartó adagolása megvédte bélsejtjeiket a mérgezéstől.  A vizsgálat azt is kimutatta, hogy a nagy dózisú fokhagymaolaj bizonyos mellékhatásai nem a diallil-diszulfidnak tulajdoníthatók. A máj méregtelenítő funkciójának támogatása révén elképzelhető, hogy a diallil-diszulfid képes lehet a májat védeni kemoterápia, például a cianid elleni detoxifikális során.

### Baktériumellenes hatás
A hagymafélék sejtjeinek roncsolása során felszabaduló szerves kénvegyületek baktérium-, rovar- és lárvaölő hatásuk miatt nagy jelentőséggel bírnak. A diallil-diszulfid a fő felelőse a fokhagymaolaj penészgomba és baktérium szaporodását gátló hatásának. A gyomorfekélyt okozó Helicobacter pylori baktérium ellen is hatásos, bár nem olyan mértékben, mint az allicin. Baktériumellenes hatása miatt a diallil-diszulfidot tobramicinnel együtt olyan készítményekben alkalmazzák, melyekkel sebészeti beavatkozás előtt szelektíven fertőtlenítik a szerveket (például a beleket). Egy klinikai vizsgálat kimutatta, hogy szívbillentyű-műtéteknél az ilyen készítmények megelőzik az endotoxémiát.

### Vastagbélrák elleni védelem
A fokhagyma megakadályozhatja a vastagbélrákot, és több vizsgálat is kimutatta, hogy e hatás fő okozója a diallil-diszulfid. Egérkísérletek alapján a hatás dózisfüggő. A diallil-diszulfid a rákos sejtekre sokkal erősebben hat, mint a normális sejtekre. Több anyag is – például a reaktív oxigénszármazékok – erősen, dózisfüggő mértékben felszaporodik a hatására, melyek aktiválják az enzimeket és a rákos sejt elpusztításához vezetnek.

### Védőhatása a szív- és érrendszeri megbetegedésekkel szemben
Vannak bizonyítékok arra nézve, hogy a fokhagyma megelőzheti a szív- és érrendszeri betegségek kialakulását. Ezen betegségek – például az érelmeszesedés és koszorúér-betegség – egyik lehetséges oka az oxidatív stressz. Ezt a diallil-diszulfid azáltal csökkenti, hogy segíti a sejt méregtelenítését, és hatásában néhány más mechanizmus is szerepet játszhat. A TRPA1 ioncsatorna aktiválása révén a diallil-diszulfid rövid ideig csökkenti a vérnyomást.

## Biztonságtechnikai információk
A diallil-diszulfid allergén, a bőrt irrátlja. Elsősorban a fokhagyma allergia (fokhagymával szembeni allergiás kontakt dermatitisz) fő okozója. Az allergiás tünetek elsőként az ujjhegyen jelentkeznek, mely gumikesztyű viselésével nem előzhető meg, mivel a diallil-diszulfid a legtöbb háztartási védőkesztyű anyagán képes áthatolni.
Patkányoknak szájon át adagolva a közepes halálos dózis (LD50) 260 mg per testtömeg kg, bőrön alkalmazva 3,6 g/kg. Nagy, 5 g/kg dózisban macskák bőrére juttatva a halál hemolitikus anémia miatt következik be.
A diallil-diszulfid gázkormatogáfiásan könnyen kimutatható a levegőből vagy a vérből.

## Lásd még
- Allicin

## Fordítás
Ez a szócikk részben vagy egészben  a   Diallyl disulfide című angol Wikipédia-szócikk ezen változatának fordításán alapul.  Az eredeti cikk szerkesztőit annak laptörténete sorolja fel. Ez a jelzés csupán a megfogalmazás eredetét és a szerzői jogokat jelzi, nem szolgál a cikkben szereplő információk forrásmegjelöléseként.